# 좋은 주말
좋은 주말은 대한민국의 라디오 채널 MBC 표준FM(수도권 FM 95.9㎒, 동두천 104.1㎒, AM 900㎑)에서 방송된 주말 정보, 오락 전문 라디오 프로그램이다. 1~4부는 전국 대부분 지역에서, 5~7부는 전국에서 방송되었다. 대구MBC 표준FM 가을 개편으로 2020년 10월 10일부터는 1~7부 전 시간대 전국방송으로 확대되었다. 기존에 주말 저녁 6시 5분부터 밤 10시까지 방송된 주말 와이드가 폐지됨에 따라 2011년 MBC 라디오 가을 개편으로 신설되었고, 2020년 11월 15일 방송을 9년 만에 마지막으로 폐지되었다.

## 역대 방송시간
| 방송 채널  | 방송 기간                          | 방송 시간                 |
| ---------- | ---------------------------------- | ------------------------- |
| MBC 표준FM | 2011년 10월 29일 ~ 2019년 9월 29일 | 주말 저녁 6:05 ~ 밤 10:00 |
| MBC 표준FM | 2019년 10월 5일 ~ 2020년 11월 15일 | 주말 저녁 6:05 ~ 밤 9:25  |

## 역대 DJ
- 1대 : 윤정수, 이유진 (2011년 10월 29일 ~ 2013년 3월 24일)
- 2대 : 박준형, 故유채영 (2013년 3월 30일 ~ 2013년 12월 8일)
- 3대 : 김경식, 故유채영 (2013년 12월 14일 ~ 2014년 7월 13일)
- 4대 : 김경식, 김경아 (2014년 7월 19일 ~ 2015년 4월 26일)
- 5대 : 윤정수, 신봉선 (2015년 5월 2일 ~ 2016년 5월 22일)
- 6대 : 이윤석, 신봉선 (2016년 5월 28일 ~ 2017년 3월 26일)
- 7대 : 이윤석, 최희 (2017년 4월 1일 ~ 2018년 10월 7일)
- 8대 : 이윤석, 신아영 (2018년 10월 13일 ~ 2019년 7월 21일)
- 9대 : 이윤석, 전영미 (2019년 7월 27일 ~ 2020년 11월 15일)

## 지역 프로그램
- 야구 중계 시 자체방송 : 부산문화방송 (프로야구 롯데 자이언츠 홈 경기 중계) MBC경남 (프로야구 NC 홈 경기 중계)

## 같이 보기
관련 항목
- 저녁 정보
- 오락

방송 프로그램
- 추적 60분
- 시사멘터리 추적 - 종영
- 9층 시사국
- 시사기획 창
- 시사매거진 2580 - 종영
- 탐사기획 스트레이트
- SBS 뉴스토리
- 스페셜 탐사 스포트라이트
- 진실을 검색하다, 써치 - 종영
- 스토리 추적 M
- 탐사보도 세븐
- 나는 SOLO
- 세계는 그리고 우리는, 주말 와이드 성경섭입니다, 아침 & 뉴스 류수민입니다 (MBC 표준FM)